# Molva
Molva is een geslacht van straalvinnige vissen uit de familie van kwabalen (Lotidae). Het geslacht is voor het eerst wetenschappelijk beschreven in 1819 door Lesueur.

## Soorten
- Molva dypterygia (Pennant, 1784) – Blauwe leng
- Molva macrophthalma (Rafinesque, 1810) – Middellandse zeeleng
- Molva molva (Linnaeus, 1758) – Leng